# 新界區專線小巴23K線
新界區專線小巴23K線是香港的一條專線小巴路線，循環往返新屋家及大埔墟，經碗窰、大埔火車站

。
本線另設特別班次23S，循環來往打鐵岃及大埔墟，走線與主線23K大同小異，不過其服務範圍延伸至打鐵岃，來回亦駛經大埔火車站(23K線只在往大埔墟方向才會駛經)。

## 簡介及歷史
此路線前身是來往碗窰路一帶(碗窰、新屋家、打鐵岃等村落)至大埔墟的鄉村車(當時該鄉村車的乘客習慣稱呼該車為「維香車」)，停辦年份不詳。
- 1982年9月10日：運輸署公開招標11組共25條專綫小巴新路線的經營權，此路線與22K編為同一組。[4]
- 1983年4月7日：本線投入服務，以配合九鐵電氣化即將通往大埔墟。初時總站為大埔火車站（現稱大埔墟站），由大埔專線小巴公司營辦。
- 約1984年：增設來往打鐵岃的特別班次，當時每日每方向只開固定班次4班。
- 約1989年：增設由荔枝山單向往大埔火車站的晨早特別班次。
- 1994年5月16日至5月17日：由於小巴加車租導致小巴司機罷駛，來往碗窰路的交通完全中斷，九巴遂於該2天開辦臨時路線223，依此路線的走線行駛。
- 2001年加價。[5]
- 2002年：進智公交收購大埔專線小巴公司及接辦本線，並將此路線延長至大埔墟。
- 2007年9月16日：往返打鐵岃的特別班次獲獨立編號為23S，由23K線抽出1部小巴行駛。
- 2009年11月16日：23系列改為循環線運作。由大埔墟返回新屋家時不再途經港鐵大埔墟站，並於平日16:00-20:00增開特別班次從大埔墟站開出直往新屋家；並增派一輛小巴行駛，加密班次。
  - 由於成效不彰，隨後恢復來回程均繞經大埔墟站，並[來源請求]重新縮減班次。
- 2019年10月30日：23K增設沙埔仔往大埔墟站的特別班次，服務時間是星期一至五（假日除外）07:15、07:45、08:15、08:45；23S增設打鐵屻往大埔墟站的特別班次，服務時間是星期一至五（假日除外）06:45；並延長打鐵屻尾班車開出時間至23:00，大埔墟站尾班車開出時間至22:45。[6]

## 服務時間及班次
23K常規班次
- 每日新屋家開：05:30-23:50，15分鐘一班
- 每日大埔火車站開：05:40-00:05，15分鐘一班

23K特別班次
- 荔枝山往大埔墟站：星期一至六07:00-09:00，15分鐘一班
- 不經大埔墟的直達車：星期一至六16:00-20:00，20分鐘一班
- 沙埔仔往大埔墟站：星期一至五（假日除外）07:15、07:45、08:15、08:45

上述3個特別班次星期日及公眾假期不提供服務
23S常規班次
| 每日由打鐵屻開 | 每日由打鐵屻開 | 每日由打鐵屻開 | 每日由打鐵屻開 | 每日由打鐵屻開 | 每日由打鐵屻開 |
| -------------- | -------------- | -------------- | -------------- | -------------- | -------------- |
| 06:00          | 07:00          | 07:30          | 08:00          | 08:30          | 09:00          |
| 10:00          | 11:00          | 12:00          | 13:00          | 14:00          | 15:00          |
| 16:00          | 17:00          | 17:30          | 18:00          | 18:30          | 19:00          |
| 19:30          | 20:00          | 21:00          | 22:00          | 23:00          |                |

| 每日由大埔運頭街開 | 每日由大埔運頭街開 | 每日由大埔運頭街開 | 每日由大埔運頭街開 | 每日由大埔運頭街開 | 每日由大埔運頭街開 |
| ------------------ | ------------------ | ------------------ | ------------------ | ------------------ | ------------------ |
| 05:50              | 06:50              | 07:20              | 07:50              | 08:20              | 08:50              |
| 09:50              | 10:50              | 11:50              | 12:50              | 13:50              | 14:50              |
| 15:50              | 16:50              | 17:20              | 17:50              | 18:20              | 18:50              |
| 19:20              | 19:50              | 20:50              | 21:50              | 22:50              |                    |

23S特別班次
- 打鐵屻往大埔墟站：星期一至五（假日除外）06:45

## 收費
23K
- 全程收費：$4.7

| - 此路線大小同價。 - 65歲或以上長者使用長者或個人八達通（包括「樂悠咭」），合資格殘疾人士使用「殘疾人士身份」個人八達通，以及60至64歲香港居民使用「樂悠咭」繳付車資，均可享有每程劃一$2.0的政府長者及合資格殘疾人士公共交通票價優惠計劃。 - 乘客可以現金或八達通卡於上車時付款，不設找贖。 |

23S
- 全程收費：$5.2

| - 此路線大小同價。 - 65歲或以上長者使用長者或個人八達通（包括「樂悠咭」），合資格殘疾人士使用「殘疾人士身份」個人八達通，以及60至64歲香港居民使用「樂悠咭」繳付車資，均可享有每程劃一$2.0的政府長者及合資格殘疾人士公共交通票價優惠計劃。 - 乘客可以現金或八達通卡於上車時付款，不設找贖。 |

## 行車路線
23K
途經：碗窰路、達運道、南運路、雅運路、大埔墟站專綫小巴總站、雅運路、南運路、廣福道、運頭街、運頭街咪錶停車場、運頭街、南運路、達運道及碗窰路
23S
途經：碗窰路、達運道、南運路、雅運路、大埔墟站專綫小巴總站、雅運路、南運路、廣福道、運頭街、南運路、達運道及碗窰路
綠色字為鄉郊路段，不影響行車安全時沿途皆可上落客。